# 김영익
김영익은 대한민국의 케이팝 PD이다.

## 인터넷 언론사. 마이닷뉴스를 창간한 발행인이며 오마이뉴스,업코리아 등 언론사의 기자로도 활동했다.
재능대학교 특임교수로도 활동한바 있으며 연예메거진의 편집장도 역임했다.

## 학력
- 전남대학교 경제학
- 서강대학교 대학원 경제학

## 저서
- 《3년 후 미래》. 한스미디어. 2014년. ISBN 9788959756193